# Григорьев, Вячеслав Викторович
Вячесла́в Ви́кторович Григо́рьев (3 января 1963 года, Кирово-Чепецк, Кировская область, РСФСР, СССР — 13 января 2005 года) — советский хоккеист.

## Биография
Родился в 1963 году в Кирово-Чепецке. Воспитанник ДЮСШ местного хоккейного клуба «Олимпия» (первый тренер Г. М. Журавлёв), в котором и начал свою игровую карьеру в 15 лет. В 1980 году был приглашён в игравший в высшей лиге воскресенский «Химик», но в 1982 году вернулся в «Олимпию», где вскоре завершил игровую карьеру.
В составе юниорской сборной СССР выиграл чемпионат Европы 1981 года в Минске.